# Gyurján Márton
Gyurján Márton (Nyíregyháza, 1995. május 1. –) magyar labdarúgó, a Szentlőrinc labdarúgója. Testvére, Gyurján Bence szintén labdarúgó.

## Pályafutása
2014 júliusában több fiatal játékossal kötött a klub profi szerződést, többek között Mártonnal, Tihanyi Olivérrel, Jancsó Andrással, Tóth Martinnal, Angyal Zsolttal és Rácz Barnabással. Szeptember 13-án debütált az első osztályban a Budapest Honvéd ellen. A következő bajnoki mérkőzésére két évet kellett várnia, 2016. november 26-án a Debreceni VSC ellen kezdőként lépett pályára, miután a klub első- és másodszámú kapusa megsérült.
2020 nyarán aláírt a Zalaegerszeg csapatához.

## Sikerei, díjai
Zalaegerszeg
- Magyar kupagyőztes: 2022–23